# Montezuma-Schwertträger

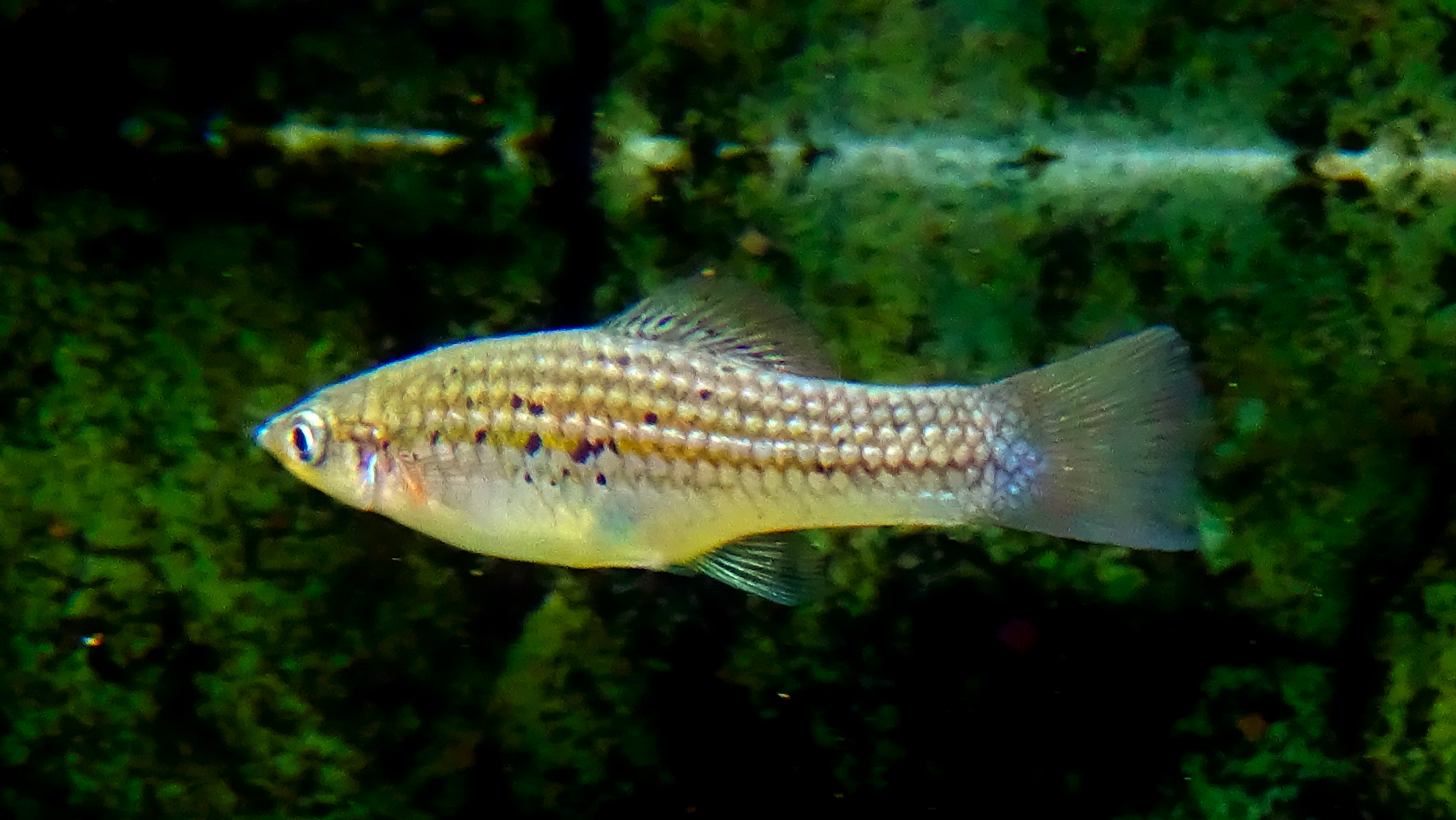
Weibchen

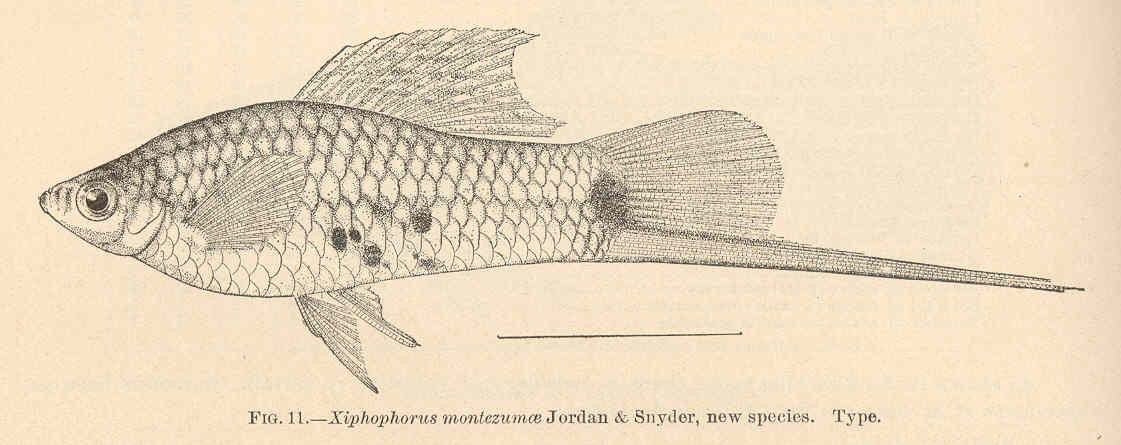
Zeichnung aus der Erstbeschreibung

Der Montezuma-Schwertträger (Xiphophorus montezumae) ist ein lebendgebärender Süßwasserfisch aus der Ordnung Cyprinodontiformes, Familie Poeciliidae, und Gattung Xiphophorus. Es ist eben die Gattung, der auch der Platy und der umgangssprachlich allgemeine Schwertträger angehören. Xiphophorus bedeutet aus dem Griechischen übersetzt Schwertträger.

## Beschreibung
Mit einer maximalen Größe von 7,5 cm sind die Weibchen körperlich größer als die Männchen. Die Gattung Xiphophorus ist in Süßwasseraquarien ein häufiger Begleiter. Die Männchen dieser besonderen Art sind bekannt für ihre metallischen grünen Schuppen und die Tatsache, dass ihr „Schwert“ im Gegensatz zu den meisten Arten, bei denen es nach unten abgewinkelt ist, horizontal bleibt.
Als beste Wasserbedingungen sind Wassertemperaturen von 21–25 °C bei einem pH-Wert nahe der 7,5. Sie entstammen dem Pánuco-River-Basin in Nordostmexiko in den Staaten Tamaulipas, San Luis Potosi und Veracruz. Häufig sind sie in schnell fließenden, sauerstoffreichen Gewässern zu finden. In der Wildnis schwimmen sie in größeren Schulen bzw. Schwärmen. Schwertträger sind Lebendgebärende. Wie der Name besagt, sind sie ovovivipar, das heißt, sie legen keine Eier, sondern bringen ihren Nachwuchs lebend zur Welt. Die Begattung erfolgt dementsprechend mit innerer Befruchtung. Wie bei fast allen Schwertträger-Arten kommen Hybridisierungen mit anderen Xiphophorus-Arten vor.